# Відбивна піч

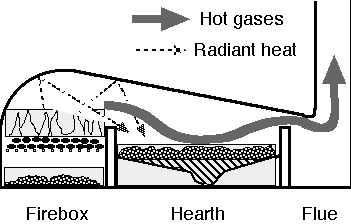
Відбивна піч

Відбивна́ піч  (англ. reverberatory furnace) — промислова полуменева плавильна піч, де тепло матеріалу, що нагрівається, передається безпосередньо від продуктів згоряння палива, а також відбиванням від розжареної вогнетривкої кладки.

## Види
Відбивні печі бувають періодичної і безперервної дії. До відбивних належать також електричні нагрівальні печі з порожнистими водоохолоджуваними металевими стінками, у яких високий коефіцієнт відбивання. До відбивних печей інколи відносять мартенівську піч й двованну піч, що знайшли застосування для виробництва сталі, хоча вони мають суттєві відмінності від відбивних печей кольорової металургії як за конструкцією, так і за режимом теплообміну.
В неперервних відбивних печах завантаження шихтових матеріалів й видача продуктів плавки йдуть протягом усієї роботи печі (наприклад, при варінні скла чи неперервному рафінуванні свинцю). В періодичних відбивних печах шихтові матеріали завантажуються періодично, а після закінчення процесу вся плавка випускається з печі (наприклад, при виплавці сталі в мартенівських чи двованних печах).
Відбивними (рефлекторними), називаються також печі, переважно лабораторні, у яких випромінення високотемпературного джерела тепла (наприклад, електричної дуги) за допомогою дзеркала фокусується на об'єкті нагрівання.

## Застосування
Відбивні печі застосовують у кольоровій металургії для одержання металів і напівпродуктів (виплавляння штейну з мідних руд або концентратів, свинцю з свинцевих сульфідних концентратів, рафінування міді, стибію, свинцю, олова тощо), в ливарному виробництві (розплавлення чорних та кольорових металів і сплавів) і в скляній промисловості (варіння скла).
Більшість відбивних печей працює на рідкому паливі, газі або електроенергії. Плавку ведуть під флюсом та застосовують рафінування сплаву, що дає можливість в відбивних печах отримувати сплави досить доброї якості.
Місткість і продуктивність відбивних печей в більшості випадків є значно вищою від тигельних. Сплав в відбивних печах у першу чергу нагрівається лише біля поверхні, а для розплавлення необхідно прогріти всю його товщу, тому ванну печі роблять неглибокою, але з великою поверхнею. Цим пояснюється підвищене вигоряння сплаву. Пічні гази стикаються з розплавом, тому розплав може виходити забрудненим. Можливим є місцеве перегрівання, так як перемішувати розплав в цих печах складно.